# Steve Tchiengang
 (avril 2025).
Steve Tchiengang, né le 29 décembre 1988 à Douala, Cameroun, est un ancien joueur de basket-ball professionnel et actuellement entraîneur spécialisé dans le développement des joueurs. Il mesure 2,06 m (6'9") et évoluait au poste d'ailier fort.

## Biographie

### Enfance, formation et débuts
Steve Tchiengang est né le 29 décembre 1988 à Douala, dans la région du littoral au Cameroun. De 2008 à 2012, il est étudiant à l'université Vanderbilt à Nashville aux Etats-Unis. Il joue pour les Commodores de Vanderbilt en NCAA. Il obtient un diplôme en économie et un certificat en français des affaires. 

### Carrière

#### Joueur
Pendant sa carrière universitaire, il est connu pour sa polyvalence, capable de jouer à l'intérieur tout en étant une menace à mi-distance. Il a été honoré par le prix de leadership d'équipe et nommé dans la SEC Community Service Team en 2012.
Il joue pour : 
- Warriors de Santa Cruz (D-League, États-Unis, 2012) : Drafté au 5e tour (77e position), il a brièvement joué pour cette équipe avant de poursuivre sa carrière internationale[3].
- El Jaish SC (basketball) (en),(Qatar, 2012-2013) : Il a évolué dans le championnat qatari[2].
- Island Storm (Canada, NBL, 2013-2014) : Tchiengang a réalisé ses meilleures performances professionnelles ici, atteignant des sommets personnels tels que 20 points et 14 rebonds lors de matchs clés[3],[2].
- BC Timba Timișoara (Roumanie, Liga II, 2014) : Dernière étape de sa carrière professionnelle avant de se reconvertir[3].

#### Transition vers l'entraînement et autres activités
Depuis la fin de sa carrière active, Steve Tchiengang s'est orienté vers le coaching et le développement des joueurs. Il est entraîneur spécialisé dans l'amélioration des joueurs pour le Celtics de Boston (depuis août 2021), puis coordinateur vidéo, Boston Celtics (depuis  novembre 2020) et consultant en basket-ball. 
Il est fondateur et directeur du programme éducatif Leading Through Reading depuis 2013, visant à promouvoir la lecture parmi les jeunes.

#### Statistiques notables
Durant sa carrière universitaire, il réalise une moyenne de 4.4 points et 3.0 rebonds par match lors de sa saison junior,. Puis de 8,9 points et 6.6 rebonds par match avec The Island Storm en NBL Canada.

## Distinctions
- Prix de leadership d'équipe (Vanderbilt Men's Basketball, avril 2012)[2].
- Nomination à la SEC Community Service Team (mars 2012)[2].